# Thylactus densepunctatus
Thylactus densepunctatus là một loài bọ cánh cứng trong họ Cerambycidae.